# Quần đảo Satsunan

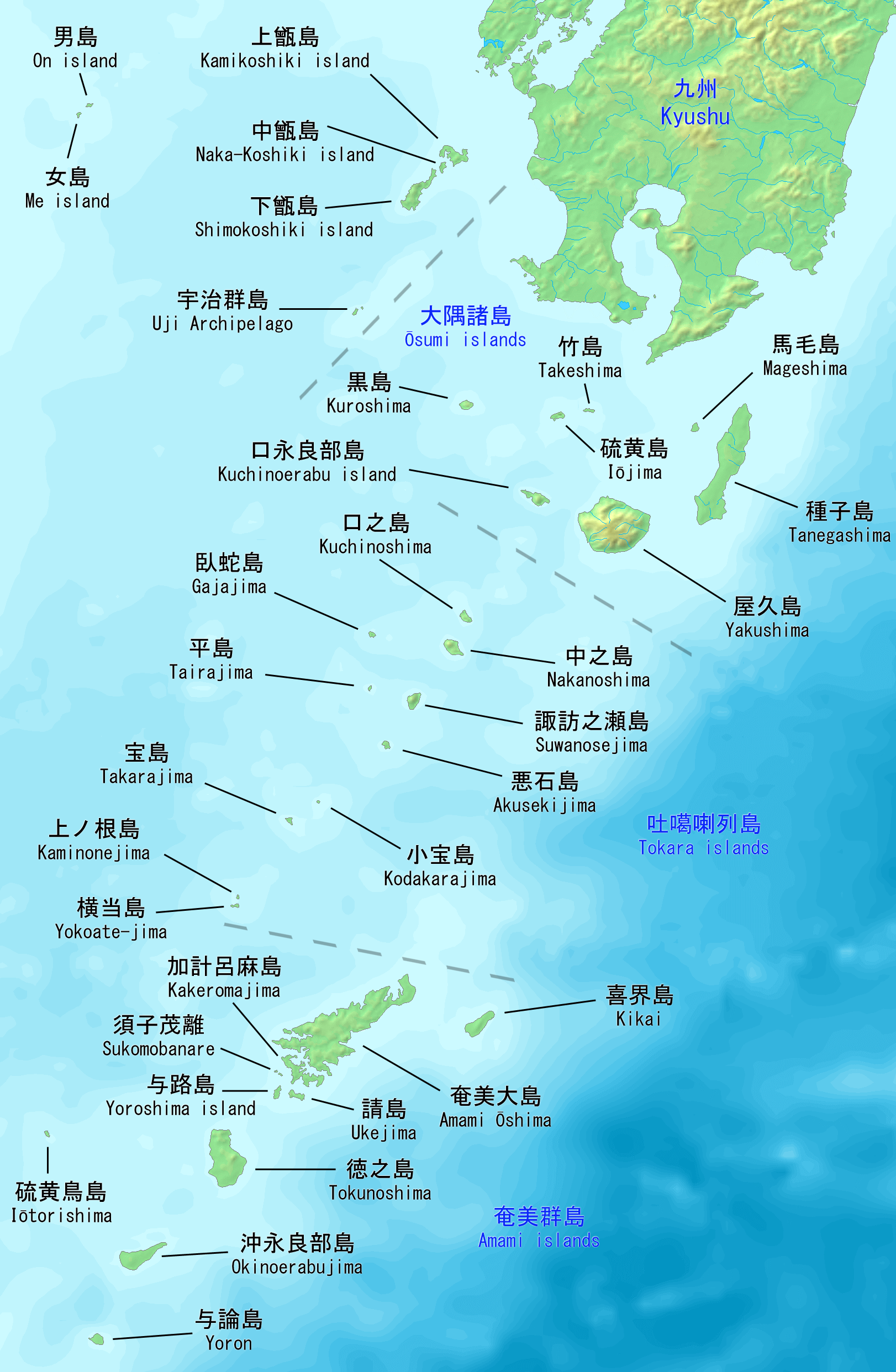
Bản đồ tỉnh Kagoshima, bao gồm quần đảo Satsunan

Quần đảo Satsunan (薩南諸島 (Tát Nam chư đảo) Satsunan shotō) là một nhóm các đảo tạo thành phần phía bắc của quần đảo Nansei (hay quần đảo Ryukyu). Toàn bộ nhóm đảo thuộc về tỉnh Kagoshima, Nhật Bản.

## Các đảo chính
- Quần đảo Satsunan
  - Quần đảo Ōsumi với các đảo:
    - Tanegashima, Yakushima, Kuchinoerabujima, Mageshima ở Nhóm Đông Bắc,
    - Takeshima, Iojima, Kuroshima ở Nhóm Tây Bắc.

  - Quần đảo Tokara: Kuchinoshima, Nakanoshima, Gajajima, Suwanosejima, Akusekijima, Tairajima, Kodakarajima, Takarajima
  - Quần đảo Amami: Amami Ōshima, Kikaigashima, Kakeromajima, Yoroshima, Ukeshima, Tokunoshima, Okinoerabujima, Yoronjima

## Lịch sử
Mặc dù Satsunan có nghĩa là phía nam của Satsuma-no Kuni (Tát Ma quốc), song nhóm đông bắc của quần đảo Ōsumi từng tạo thành "quốc" Tane trong một thời gian ngắn vào thế kỷ 8 và 9 và sau đó hợp nhất vào quốc Ōsumi. Quần đảo Tokara và nhóm tây bắc của quần đảo Ōsumi thuộc về huyện Kawanabe của "quốc" Satsuma. Quần đảo Amami nằm ngoài hệ thống hành chính Ritsuryō Mặc dù sau đó, nó đã nằm dưới quyền của phiên Satsuma trong thời kỳ Edo.
Năm 1879, quần đảo Amami trở thành Huyện Ōshima của tỉnh Kagoshima. Quần đảo Tokara và nhóm tây bắc của quần đảo Ōsumi được chuyển về huyện Ōshima vào năm 1897, và sau đó chuyển về Huyện Kagoshima vào năm 1973. Sau Thế chiến II, quần đảo Tokara và quần đảo Amami nằm dươi sự kiểm soát của Hoa Kỳ. Quần đảo Tokara trở về Nhật Bản vào năm 1952, và sau đó là quần đảo Amami năm 1953.